# Élections législatives bangladaises de 2008
Les élections législatives bangladaises de 2008 se sont déroulées le 29 décembre 2008.

## Contexte
Celles-ci étaient initialement prévue en 2007. La Ligue Awami dénonça les conditions du scrutin qui étaient, d'après elle, frauduleuses. Les manifestations des partisans de la ligue Awami feront 40 morts.
Le 11 janvier 2007, le président Iajuddin Ahmed reporte les élections devant la situation chaotique du pays. Il déclare l'état d'urgence et met en place le couvre-feu. Iajuddin Ahmed démissionne aussi de ses fonctions. Dans un premier temps, aucune date ne fut avancée pour la tenue de nouvelles élections.